# Brazacorta
Brazacorta – gmina w Hiszpanii, w prowincji Burgos, w Kastylii i León, o powierzchni 21,08 km². W 2011 roku gmina liczyła 75 mieszkańców.